# 徳蔵寺 (東村山市)
徳蔵寺（とくぞうじ）は、東京都東村山市にある臨済宗大徳寺派の寺院。

## 歴史
戦国時代から江戸時代初期にかけて、璧英によって開山された。
当寺公式サイトでは、全叟由が寺の再建を手掛け、璧英を招聘して中興開山になってもらったとしている。
当寺には、150点以上の板碑を所蔵している。そのため、別名「ちらかし寺」とも呼ばれている。1968年（昭和43年）に「板碑保存館」を設立し、保存している。
これらの板碑の中に、国の重要文化財となっている「元弘三年斎藤盛貞等戦死供養碑」がある。新田義貞とともに戦い戦死した斎藤盛貞らを供養する供養塔である。分倍河原の戦いを裏付ける歴史的資料となっている。

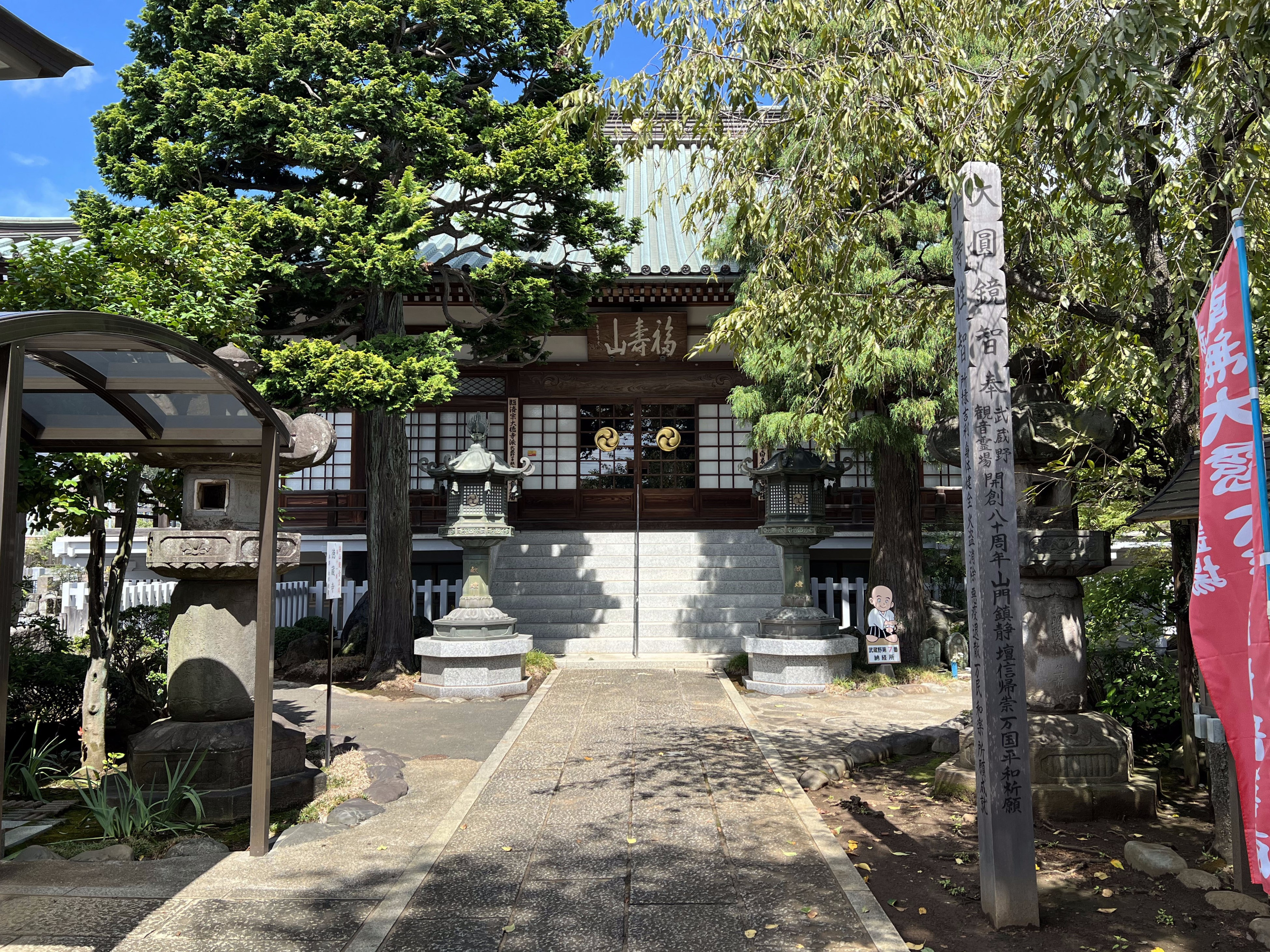
本堂
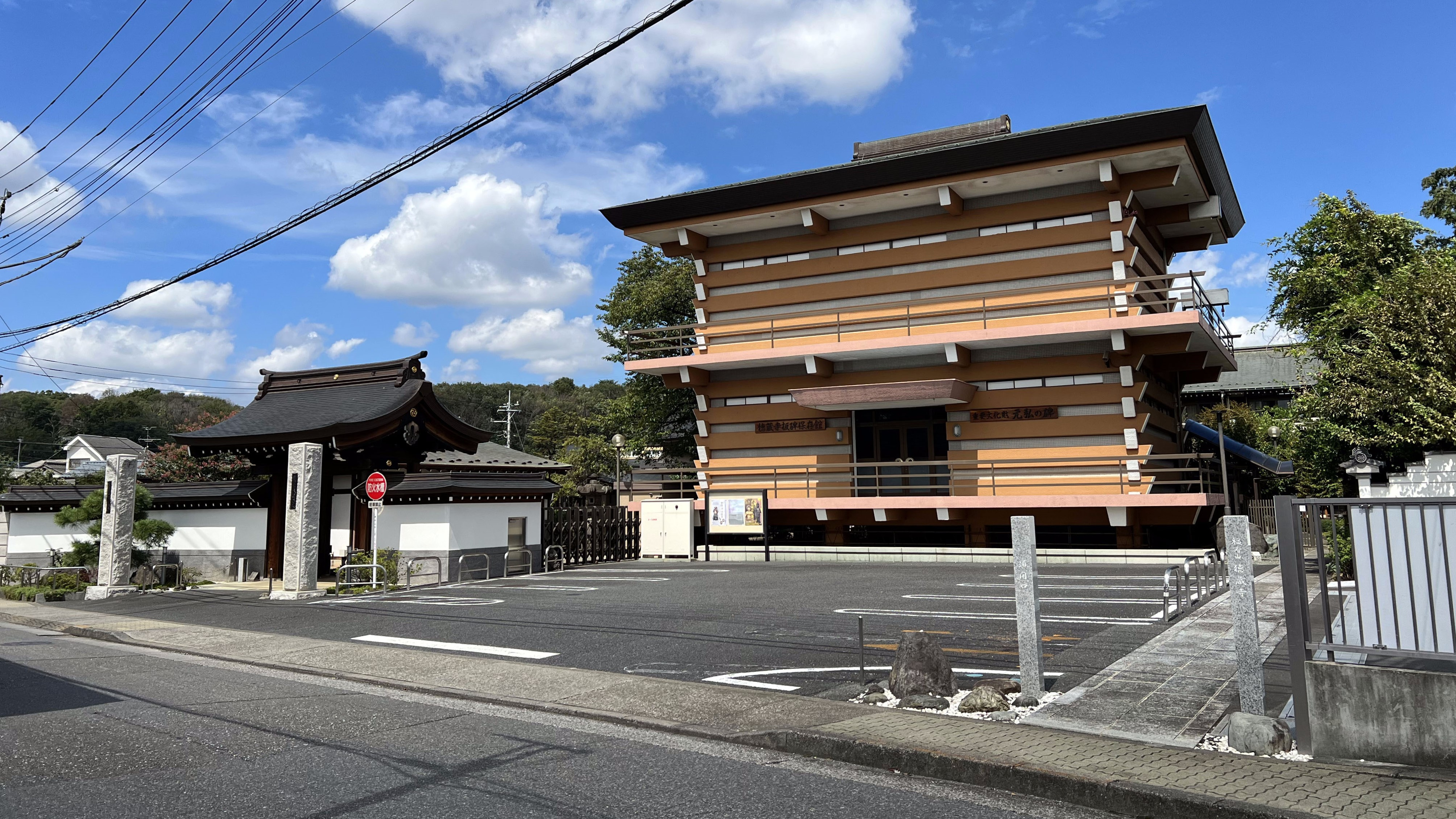
板碑保存館
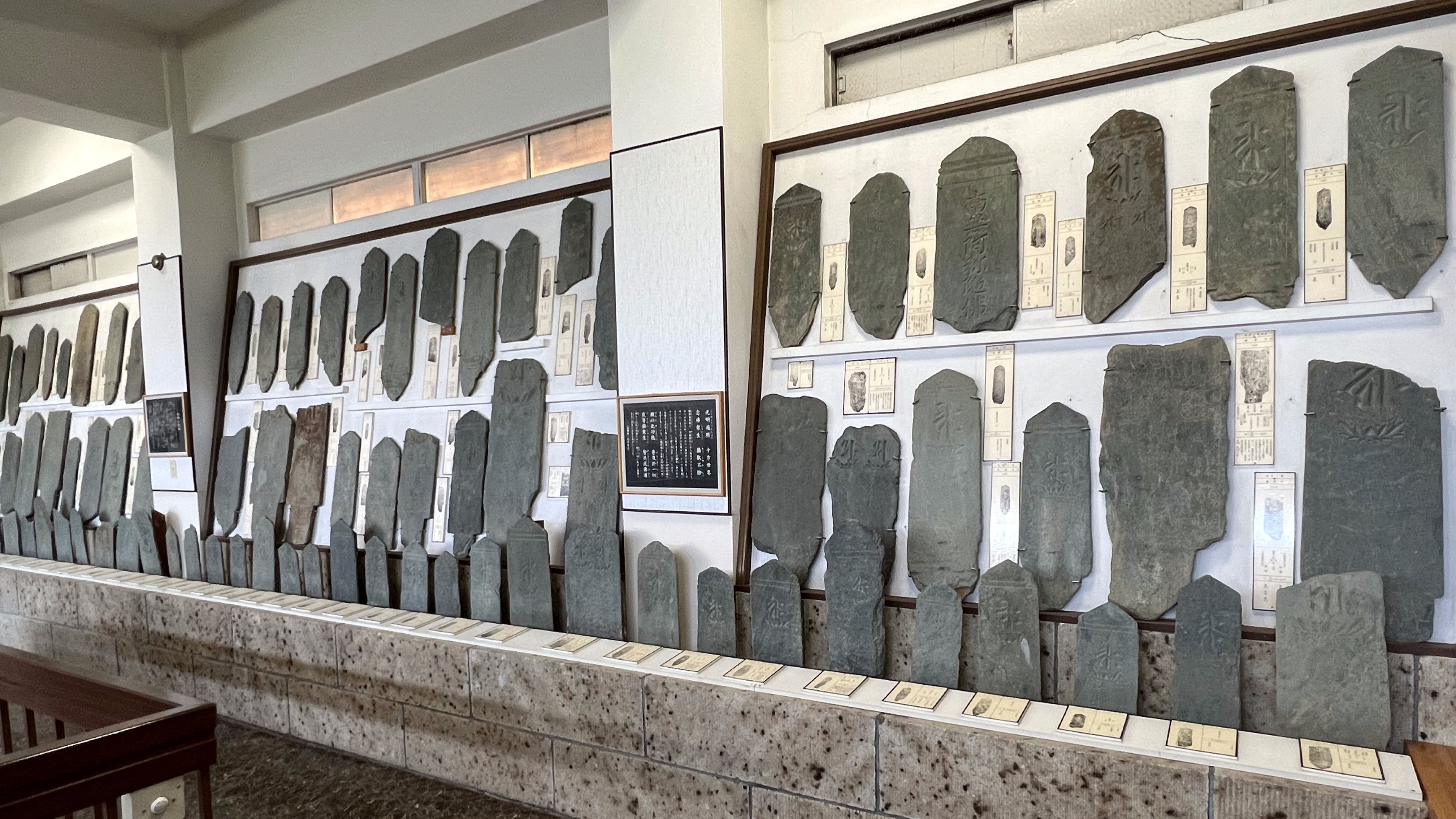
板碑

## 文化財
- 元弘三年斎藤盛貞等戦死供養碑（重要文化財 大正3年8月25日指定）[3]
- 比翼碑（東村山市指定有形民俗文化財 昭和46年3月10日指定）[4]
- 獣脚付蔵骨器（東村山市指定有形文化財 昭和49年6月21日指定）[4]

## 交通アクセス
- 東村山駅より徒歩16分。